# Leptospiroza
Leptospiroza, včasih imenovana tudi mišja mrzlica (to ime se sicer najpogosteje nanaša na hemoragično vročico z renalnim sindromom), je nalezljiva bolezen, ki se prenaša z neposrednim ali posrednim stikom z okuženo živaljo ali njenimi izločki. Povzročitelj leptospiroze je spiroheta, bakterija spiralne oblike iz rodu leptospir Leptospira. Potek bolezni se manifestira v dveh fazah. Začetni simptomi pri okužbi (3–9 dni po okužbi) so glavobol, mrzlica, bolečine v mišicah, in vročina oz. porast telesne temperature. V drugi fazi, ki sledi prvi fazi in traja 2−3 dni, okužba povzroči bolečine v trebuhu, slabost, bruhanje, otekanje jeter in bezgavk, izpuščaje in spremembe na očeh, kot optični nevritis. V hujših oblikah leptospiroza povzroči krvavitve in miokarditis, hudo jetrno in ledvično okvaro, pljučna hemoragija ali vnetje možganske opne oz. meningitis. Obliko leptospiroze, ki pri človeku povzroči jetrno okvaro z zlatenico, ledvično odpoved in notranje krvavitve, imenujemo Weilova bolezen. Če bolezen povzroči hudo krvavenje iz pljuč, je to oblika hude pljučne hemoragije.

## Simptomi in vzroki
Pri ljudeh lahko bolezen izzove 16 različnih genetskih tipov leptospir Leptospir. Bolezen se prenaša preko živali. Najpogosteje se okužba prenaša preko glodalcev, zlasti podgan in poljskih miši, kjer se bakterija razmnožuje v gostitelju in se izloča preko ledvic, s sečem v zunanjo okolje. Prenos bolezni poteka preko okuženih vod, neposrednega stika s sečem in okuženih zemeljskih površin. Nevarnost se poveča na poplavljenih območjih. Bakterija prodre v organizem čez poškodovano ali vlažno kožo in očesno veznico. V manj razvitih predelih sveta se bolezen najpogosteje pojavlja pri ruralnem prebivalstvu ali na območjih večjih mest, predvsem v predelih z nezadostno sanitarno infrastrukturo. V razvitem svetu se bolezen najpogosteje pojavlja pri poljedelcih, predvsem v toplejših krajih (temperature med 10 ˚C in 34 ˚C). Simptomi se pri ljudeh pokažejo med 7 in 14 dni po okužbi z leptospiro.

## Diagnoza in zdravljenje
Diagnoza se tipično vzpostavi z iskanjem protiteles IgM ali iskanjem/določanjem bakterijskega DNK v krvi. Zaščita pred okužbo vključuje izogibanje neposrednemu stiku z okuženo živaljo, umivanje rok po stiku z živalmi, ki bi lahko prenašale okužbo, higiensko preventivo v klavnicah, živalskih farmah ter zaščito z zaščitno obleko, obutvijo (gumijasti škornji) in rokavicami. Zdravljenje okužbe poteka z odmerki antibiotika doksiciklina, vendar ni dokazanega učinka. Preventivno cepljenje domačih živali z določenim tipom Leptospira lahko znatno zmanjša število obolenj. Okužba se lahko zdravi z antibiotiki, kot so: doksiciklin, penicilin ali ceftriakson. Zdravljenje traja 5 do 7 dni. Smrtnost pri Weilovi bolezni in hudi obliki pljučne hemoragije je kljub zdravljenju lahko višja od 10 % in sega tudi do 50 %. Zelo pomembno je nadomeščanje tekočin in mineralov ter spremljanje delovanja pljuč, ledvic in jeter.

## Epidemiologija
Bolezen je najpogostejša v tropskih predelih sveta, v predelih z veliko vlage in nečistimi, oz. okuženimi površinskimi vodami. Pogosta je v jugovzhodni Aziji, na Kitajskem, Afriki in južni ter centralni Ameriki; v Sloveniji se pojavlja v glavnem v Prekmurju. Obolevnost v Evropi je med 0,5 do 1/100,000 prebivalcev, v Pomurju pa je obolevnost višja, med 5 in 12,5/100,000 prebivalcev. Bolezen je leta 1886 v Nemčiji prvič opisal Weil. Okužene živali lahko kažejo simptome različnih oblik in jakosti, včasih simptomov sploh ni zaznati. Simptomi se razlikujejo glede na vrsto živali. 